# 常思 (五代)
常思（886年—954年），字克恭，五代十国后唐、后晋、后汉、后周将领，太原人。
父亲常仁岳，是河东牙将，赠太子太师。晋王李存勖广募胜兵，常思应募，参与战斗，后历任长直都校、捧圣军使、长剑指挥使。后晋初年，担任六军都虞候。刘知远为河东节度使，以常思为牢城指挥使，后汉建立，授檢校太保，遥领邓州武勝軍節度使。刘知远定都开封之后，转任为检校太尉、昭義軍節度使。常思以军卒起家，未尝有战功，祐初年，李守贞在河中叛乱，郭威征讨，朝廷命常思率领部兵为副。以御军无能，勒令归藩。常思在潞州五年，专心聚敛，性情吝鄙，未尝与僚属有酒肴之会。有从事想去谒见他，他怒斥道一定是想要讨酒喝的。命典客陪他饮酒就遣送走了。郭威贫贱时，孤苦无依，在常思家吃饭，以常思为叔。郭威即位，加常思同平章事。依然称呼常思为常叔，拜其妻为叔母，如家人礼。广顺二年（952年）秋，常思来朝，加兼侍中，移镇宋州歸德軍節度使。广顺三年（953年）夏，奉诏入京，改授平卢军节度使。常思将赴镇，启奏郭威：“臣在宋州出镇，百姓欠我丝息十余万两，谨以献上账券作为军费。”郭威同意了，下诏焚券，宋州免除丝息。到青州之后，转年，染风痹之病，上表请医，于是回到洛阳。显德元年（954年）春，常思去世，年六十九岁。赠中书令。